# Quillagua
Quillagua es un oasis de la Región de Antofagasta, en Chile. Situado a 280 kilómetros al norte de Antofagasta y a orillas del río Loa, en la comuna de María Elena. Posee servicios básicos, así como una aduana para el control de mercancías procedentes de la Zona Franca de Iquique. El censo del año 2002, registró una población de 102 habitantes. Según la National Geographic, Quillagua es el punto más seco de la tierra (con registros pluviométricos): en los últimos 40 años apenas registra 0,2 mm de agua caída en promedio y el río Loa apenas tiene caudal.

## Historia de Quillagua
La región del desierto y las costas del desierto de Atacama, al igual que las regiones de Moquegua, Tacna, Arica, y Tarapacá, estuvieron bajo la autoridad del imperio altiplánico de la Civilización de Tiahuanaco; entre los siglos V a. C. y VII d. C., Quillagua estuvo bajo influencia de la Civilización de Tiahuanaco, mientras que entre los siglos VIII y XII, estuvo bajo control directo de Tiwanaku (Bolivia).
Situado en el Camino del Inca, fue un importante centro productivo, visitado por Pedro de Valdivia en 1540. Sin embargo, la construcción del tranque Sloman, para la producción de las salitreras María Elena y Vergara, así como la progresiva contaminación de las aguas a raíz de las faenas mineras, han provocado el progresivo despoblamiento del caserío debido a la baja productividad agrícola de la zona.

## Combate de Quillagua
Cuando Quillagua pertenecía a Bolivia, el 10 de octubre de 1879 se peleó el Combate de Quillagua. Se trató de la primera escaramuza entre tropas peruanas y chilenas durante la campaña terrestre de la Guerra del Pacífico, culminando con el triunfo del ejército peruano.

## Terremoto del 2007
El miércoles 14 de noviembre de 2007, a las 12:47 horas (aproximadamente), un fuerte sismo con epicentro cerca de Quillagua, alcanzó una magnitud de 7.7 en la Escala de magnitud de momento (Mw), afectando sobre todo a las ciudades de la Región de Antofagasta, sin embargo, este se sintió desde el sur del Perú hasta Santiago, por el oeste, hasta Bolivia, norte de Argentina, Paraguay y centro-este del Brasil, con diversas intensidades.

## Contaminación de Codelco
La localidad del oasis de Quillagua enfrenta un proceso de extinción a causa de las emigraciones, preferentemente hacia Calama, generadas por la precaria disponibilidad de agua. De hecho, a solicitud de la comunidad atacameña de Chiu Chiu, la Dirección General de Aguas (DGA) declaró en 2000 agotada la entrega de derechos de aprovechamiento de agua en la cuenca del río Loa. Esta situación, lejos de significar el fin del conflicto, inauguró la presión por captar ahora las aguas de napas subterráneas.
Históricamente, este conflicto parte con las faenas de extracción a gran escala en la mina de Chuquicamata, el 18 de mayo de 1915, pero hoy se actualiza a través del proyecto denominado Suministro, Construcción y Operación Aducción de Agua Pampa Puno, que fue sometido al Sistema de Evaluación de Impacto Ambiental (SEIA) y aprobado por las autoridades. Este plan de extracción de aguas subterráneas entró en funcionamiento en 2005 en las planicies altas de la cabecera del río Loa, para explotar un caudal de 400 litros por segundo por medio de 9 pozos. Aunque la iniciativa se localiza en las nacientes del Loa, se prevé que la explotación de los recursos hídricos mermará los flujos subterráneos que dan origen al río. Pese a lo anterior, la DGA otorgó a Codelco, en octubre de 2002, un caudal medio anual de 300 litros por segundo y un caudal instantáneo de 399 L por segundo.
En la actualidad, la mina Chuquicamata demanda 2 mil litros de agua por segundo (Codelco controla hoy el 29,5% de los recursos hídricos de la cuenca del Loa), pero la ampliación de la capacidad de tratamiento de mineral –con lo que se pretende llegar a un volumen de 230 mil toneladas diarias- exige contar, según la empresa, con 200 litros por segundo adicionales. A este requerimiento se suma el proveniente del Proyecto de Expansión Integrada Mina Concentrado, que prevé el desarrollo de la mina Ministro Hales (ex Mansa Mina), lo que significa que las operaciones extractivas transitan hacia las faenas subterráneas.
Desde la apertura de Chuquicamata, la relación entre la mina y las comunidades indígenas en torno al aprovechamiento del agua ha sido en general conflictiva, porque las captaciones de la mina han despojado a los indígenas de una parte o de la totalidad de los recursos hídricos, lo que se ha traducido en la reducción de la superficie cultivada. En 1986, la actividad agrícola de la zona registraba 188 hectáreas de tierra cultivable, de las cuales al año 2000 se habían perdido 74. O sea, se reducen a razón de 5 hectáreas anuales. Lo anterior fue la consecuencia de la reducción del caudal disponible para riego a un tercio del antes vigente, de 400 a 120 litros por segundo, medida dictada en 1987 por la dictadura militar. La reducción del causal disponible y, por lo tanto, de los derechos de aprovechamiento de todas las comunidades atacameñas ribereñas del Loa, fue un acto de autoridad impuesto con engaños, cuya finalidad era liberar agua del río para entregarla a empresas sanitarias y mineras.
El efecto es palpable a través de las estadísticas, pues en 2005 se intentó cultivar apenas 1,5 hectáreas de alfalfa; es decir, sólo el 1% de la superficie cultivada en la década anterior. Al año siguiente, en 2006, había un solo poblador que no había abandonado las esperanzas de seguir con la agricultura, a pesar de que cada año la alta concentración de sustancias minerales y químicas en el agua quema las plantas y provoca pérdidas casi totales de los cultivos. Tampoco ha sido posible ampliar la superficie cultivada, porque desde 2000 Quillagua no cuenta con aguas corrientes del río Loa en la temporada de siembra. Esto se debe a que aguas arriba, los últimos caudales son captados por Soquimich, lo que impide que la comunidad haga uso de sus derechos de aprovechamiento, correspondientes a 60 litros por segundo (la tercera parte de los que tenían hace 30 años).
Actualizado por el Programa Chile Sustentable el 16 de mayo de 2009, sobre la base del libro 'La gran minería y los derechos indígenas en el norte de Chile', de Nancy Yáñez y Raúl Molina (2008).-

## Fiesta a San Miguel de Quillagua
Esta espectacular fiesta religiosa es realizada cada 29 de septiembre, celebrada con bailes religiosos, tales como: Diabladas, Morenos, Tobas,y muchos otros bailes religiosos. 
Cada 29 de septiembre se celebra el día de San Miguel Arcángel, el patrón del pueblo Quillagua y así mismo se lleva a cabo la celebración a la Virgen del Rosario. 
Esta celebración empieza en la madrugada del día 28 de septiembre con la llegada de los bailes religiosos. Se espera el día 29 de septiembre con la celebración de una misa. Y cuando el reloj marca las 00:00 se da la celebración del día de San Miguel con fuegos artificiales y con las danzas de los bailes religiosos. Esta festividad de San Miguel Arcángel culmina el mismo día 29 en la noche con cantos y alabanzas a San Miguel, para dar comienzo a la festividad de la Virgen del Rosario.